# Arrondissement Briançon
Arrondissement Briançon je francouzský arrondissement ležící v departementu Hautes-Alpes v regionu Provence-Alpes-Côte d'Azur. Člení se dále na 7 kantonů a 38 obcí.

## Kantony
- Aiguilles
- Briançon-Nord
- Briançon-Sud
- Guillestre
- L'Argentière-la-Bessée
- La Grave
- Le Monêtier-les-Bains